# Ashrakat Sedik
Ashrakat Nabil Sedik es una deportista egipcia que compite en taekwondo. Ganó dos medallas en el Campeonato Africano de Taekwondo, bronce en 2021 y plata en 2022.

## Palmarés internacional
| Campeonato Africano | Campeonato Africano | Campeonato Africano | Campeonato Africano |
| Año                 | Lugar               | Medalla             | Categoría           |
| ------------------- | ------------------- | ------------------- | ------------------- |
| 2021                | Dakar (Senegal)     | Medalla de bronce   | –57 kg              |
| 2022                | Kigali (Ruanda)     | Medalla de plata    | –57 kg              |